# 克丽斯特尔·哈斯
克丽斯特尔·哈斯（德語：Christl Haas，1943年9月19日—2001年7月8日），奥地利女子高山滑雪运动员。她曾代表奥地利参加1964年和1968年冬季奥林匹克运动会高山滑雪比赛，获得一枚金牌和一枚铜牌。